# Giardini Malaspina
I giardini Malaspina  sono un parco urbano di Pavia creato, nella prima metà del XIX secolo, dal marchese Luigi Malaspina come giardino del proprio palazzo.

## Storia e descrizione

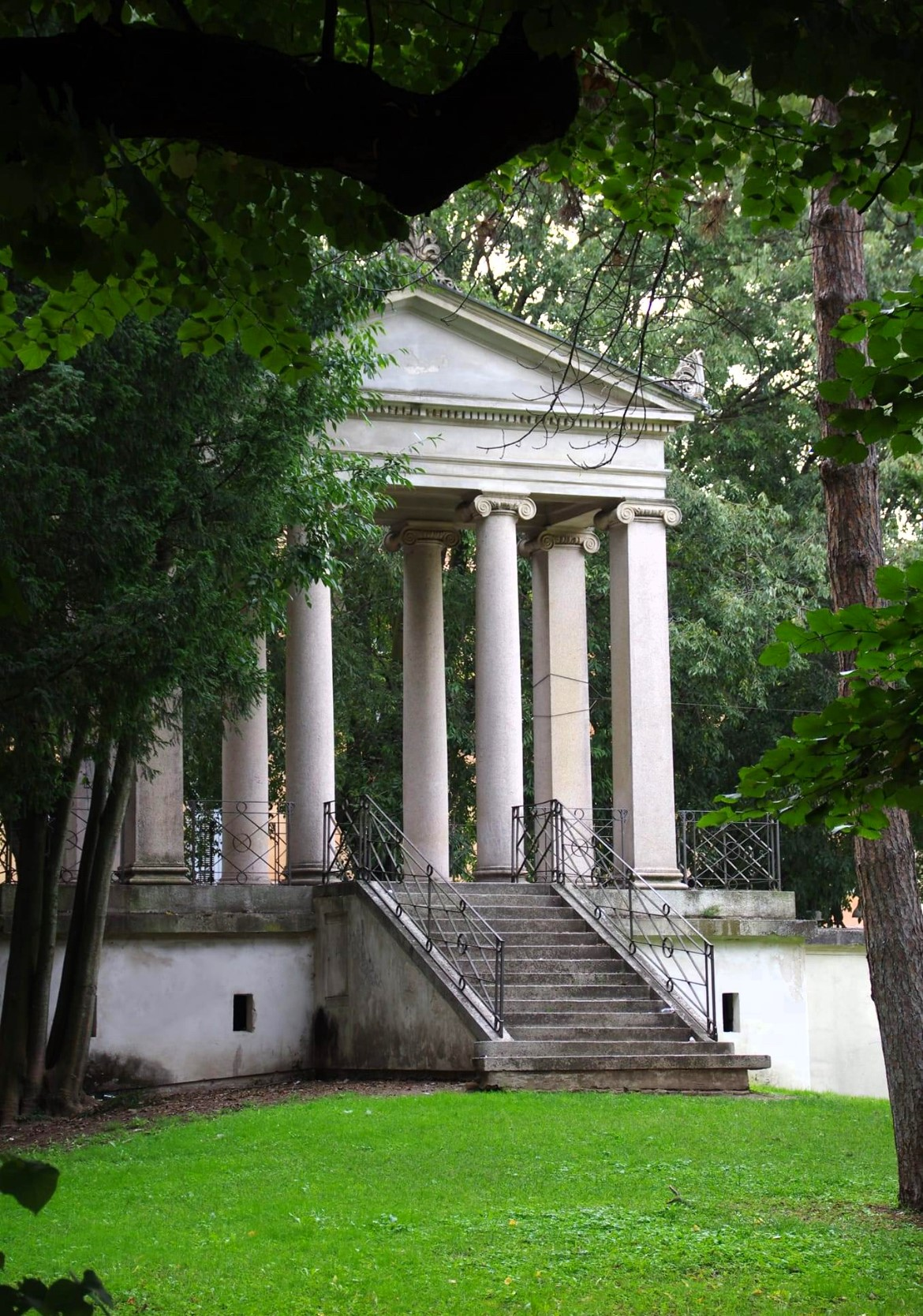
La loggia- belvedere (1838)

Nel 1799 la soppressione del monastero dell’Annunciata permise al marchese Luigi Malaspina di acquisire una vasta area posta a settentrione del suo palazzo da destinare a giardino. Inizialmente l’area verde era limitata all’ex orto e giardino del precedente complesso monastico, dato che gran parte della superficie era occupata, oltre che dalla chiesa dell’Annunciata, anche dal chiostro e dagli altri edifici monastici. Tuttavia, la sensibilità del Malaspina nei confronti del pubblico era tanto alta che il marchese stabilì che durante i giorni festivi il parco doveva essere aperto al pubblico. Soltanto intorno al 1830, con la demolizione del chiostro e di altre parti dell’ex monastero i giardini poterono essere ampliati e il piccolo parco prese forma definitiva. Lo stesso Luigi Malaspina, che oltre a essere un personaggio di spicco della nobiltà e della cultura pavese tra Sette e Ottocento e un gran collezionista di opere d’arte (Pinacoteca Malaspina), si dilettava anche d’architettura, ideò il nuovo giardino. A partire da quella data furono innalzati il muro che divide il giardino da piazza Petrarca, appoggiato al quale fu innalzata una loggia-belvedere a forma di tempietto con colonne e capitelli in stile ionico interamente realizzati in granito, attraverso la quale è possibile sia affacciarsi verso la piazza, sia verso il giardino. Il giardino ospitava anche alcuni pezzi della collezione lapidaria di età romana e medievale del marchese, che in seguito lo stesso Luigi Malaspina donò all’amministrazione comunale, pervenendo così ai Musei Civici. Tuttavia, rimangono ancora in situ, murate nel basamento della scalinata della loggia- belvedere tre lapidi tombali cinquecentesche: quella di Costanza Beccaria, quella di Benedetta Giorgi (appartenenti a famiglie aristocratiche pavese che avevano legami di parentela con i Malaspina) e una terza dedicata a un certo Melchiorre originario della Germania ma morto a Pavia del 1537.
I cancelli in ferro battuto e cesellati del giardino, disegnati nel 1838 dall’architetto Enrico Terzaghi, furono realizzati a Milano dal cesellatore Ubicini, e sono retti da pilastri bugnati, sopra i quali si trovano vasi in pietra a largo calice, mentre gli ingressi ciechi furono valorizzati tramite l’inserimento di statue, opera di Pietro Cocchi, raffiguranti putti che reggono una cornucopia. Il giardino, seguendo la moda ottocentesca, è impostato all’inglese, con lievi ondulazioni del terreno e piantumato con ippocastani, platani e magnolie e fu ultimato nel 1840. Nel 1896 il vicino palazzo Malaspina venne acquistato dall’amministrazione provinciale e divenne sede della prefettura di Pavia, a causa di tale passaggio il giardino venne divisi in due parti: una riservata al complesso della prefettura e l’altra aperta al pubblico. Nel secondo dopoguerra, quest’ultima parte, fu, seppur in maniera molto limitata, ridotta per la necessità di inserirvi i volumi tecnici per l’impianto di riscaldamento del confinate Teatro Fraschini.